# Bezirk Thuin
Der Bezirk Thuin ist einer von sieben Verwaltungsbezirken in der belgischen Provinz Hennegau. Er umfasst eine Fläche von 780,07 km² mit 92.684 Einwohnern (Stand: 1. Januar 2024) in elf Gemeinden.

## Gemeinden im Bezirk Thuin
| Gemeinde               | Einwohner 1. Januar 2024 | Fläche km² | Dichte Einw./km² | NIS- Code | Postleitzahl    |
| ---------------------- | ------------------------ | ---------- | ---------------- | --------- | --------------- |
| Anderlues              | 12.809                   | 17,02      | 753              | 56001     | 6150            |
| Beaumont               | 7.140                    | 92,97      | 77               | 56005     | 6500, 6511      |
| Chimay                 | 9.691                    | 197,10     | 49               | 56016     | 6460–6464       |
| Erquelinnes            | 10.039                   | 44,23      | 227              | 56022     | 6560            |
| Froidchapelle          | 4.084                    | 86,03      | 47               | 56029     | 6440–6441       |
| Ham-sur-Heure-Nalinnes | 13.825                   | 45,68      | 303              | 56086     | 6120            |
| Lobbes                 | 5.949                    | 32,08      | 185              | 56044     | 6540, 6542–6543 |
| Merbes-le-Château      | 4.171                    | 30,24      | 138              | 56049     | 6567            |
| Momignies              | 5.234                    | 85,58      | 61               | 56051     | 6590–6594, 6596 |
| Sivry-Rance            | 4.871                    | 72,97      | 67               | 56088     | 6470            |
| Thuin                  | 14.871                   | 76,17      | 195              | 56078     | 6530–6534, 6536 |
| Bezirk Thuin           | 92.684                   | 780,07     | 119              | 56000     | –               |